# バツヒジャウ鉱山
バツヒジャウ鉱山（ばつひじゃうこうざん、英語：Batu Hijau mine）とは、インドネシア共和国西ヌサ・トゥンガラ州スンバワ島の南西部にある銅及び金鉱山である。

## 概要
鉱山では露天掘りで銅及び金鉱石鉱石が採鉱され後に選鉱され、産出された銅鉱石及び金鉱石はインドネシアで選鉱された後にインドネシア国外の製錬所へと輸出されている。バツヒジャウ鉱山は同じくインドネシアにあるグラスベルク鉱山に次ぐ大規模な鉱山であり、鉱山で採鉱されうる可採鉱量は10.2億tであり粗鉱処理量120.000tである。粗鉱品位は銅については1tあたり0.52％、金については1tあたり0.41gであり、採鉱される鉱石の品位は比較的に低い値である。しかしながら、鉱石及びズリの採鉱量は1日あたり700kt程度であり、銅鉱石及び金鉱石を採鉱するため世界でも最大規模の露天掘り採鉱が行われている。バツヒジャウ鉱山の「Batu Hijau」は、酸化銅（孔雀石）にちなむ「緑の石」をインドネシア語で意味しており、鉱床発見時に見つかった酸化銅に由来している。

## 歴史
1990年に鉱床が発見された。
バツヒジャウ鉱山のあるスンバワ島南西部は熱帯雨林が生い茂る地域であり、鉱山が開発された時に鉱山施設のみならず道路等のインフラも同時に整備されることから、1996年頃より、鉱石を採鉱及び選鉱する鉱山施設の建設が検討され始め、1997年に工事が開始された。
鉱石の試験的な精鉱は1999年年末より始められたが、商業生産が開始されたのは2000年末〜2001年からとなる。

## 生産
鉱山は乾季と雨季が交互する熱帯雨林帯にあり、雨季には降水量も多い。そのために、雨季と乾季では処理すべき排水や浸透地下水を鑑みて、採鉱のプロセスは異なっている。
粗鉱処理能力は着工時には1日あたり120,000tに設定されていた。その後、建設期間中に処理能力増強が図られ、1日あたり140,000t程度まで引き上げられ、現在も維持されている。採掘量についても着工時に設定されていた1日あたり480,000tから、建設期間中に機械の導入を促進することで増強が図られており、1日あたり600,000tとなっている。

## 地質
バツヒジャウ鉱山は、ポーフィリ型銅・金鉱床であると考えられ、トナライトが複数回貫入して周辺及び内部に銅及び金を含む鉱物リッチとなる構造が形成された。そして、鉱体中心部にかけて高品位帯が存在し中心部から周辺部に向かって銅及び金を含む鉱石の品位は低下する傾向にある。そのために、鉱体深部に到達するためには露天掘りにより鉱体を包み覆う多量の土を剥土しながら、ピット壁を押し拡げる作業が繰り返される必要があった。バツヒジャウ鉱山での採鉱にあたっては、地質モデルに基きながら新規ボーリングデータを加味しつつ行われている。